# Азлактони

Азлактони: насичені (A) і ненасичені (B)

Азлактони (англ. azlactones) — оксазол-5(4Н)-они, утворені циклізацією N-ацил α-амінокарбонових кислот RC(=O)NHCR2C(=O)OH внаслідок формального відняття води (насичені азлактони) та їх похідні - 4-гідрокарбіліденазлактони (ненасичені азлактони).
Насичені азлактони можна вважати внутрішніми ангідридами альфа-ациламінокислот. Насичені азлактони отримують найчастіше дегідратацією відповідних N-ациламінокислот і далі використовуються для одержання похідних цих амінокислот. 
Ненасичені азлактони, навпаки, зазвичай отримують шляхом конденсації альдегіду або кетону з ацилгліцином в оцтовому ангідріді (реакція Ерленмеєра): 
Реакція йде через проміжне утворення насиченого азлактону із подальшою його конденсацією із карбонільною сполукою по типу реакції Кневенагеля. 
Ненасичені азлактони використовують у синтезі відповідних ациламіно- аміно- та кетокислот.